# Twilight Frontier
Twilight Frontier (黄昏フロンティア Tasogare Furontia?), o simplemente Tasofro, es una desarrolladora de software dōjin japonesa conformada por un grupo de programadores, compositores y artistas. Es conocida principalmente por sus colaboraciones con Team Shanghai Alice, en las que se incluyen siete entregas oficiales de Touhou Project.

## Lanzamientos

### Juegos
| Título | Género                      | Plataforma      | Fecha de lanzamiento                       | Descripción | Ref.        |
| --- | --------------------------- | --------------- | ------------------------------------------ | --- | ----------- |
| Eternal Fighter Zero (-RENEWAL-, Blue Sky Edition, Bad Moon Edition, -MEMORIAL-)                                                                        | Lucha                       | Windows         | 11 de agosto de 2000 (Comiket 58)          | Juego de lucha que incluye personajes de las novelas visuales Moon, One, Kanon y Air.                                                              | [ 1 ] [ 2 ] |
| Immaterial and Missing Power (東方萃夢想 ~ Immaterial and Missing Power? tdl. «Encuentro de Ensueño ~ Poder Inmaterial y Desaparecido»)                 | Lucha                       | Windows         | 17 de agosto de 2003 (Comiket 64)          | Primer juego de lucha de Touhou Project. Colaboración con Team Shanghai Alice.                                                                     | [ 3 ] [ 4 ] |
| Super Marisa Land (スーパーマリサランド Sūpā Marisa Rando?)                                                                                             | Plataformas                 | Windows         | 4 de mayo de 2005 (Reitaisai 2)            | Juego clon de Super Mario World que incluye a Marisa Kirisame, Patchouli Knowledge, Koakuma y Rumia.                                               | [ 5 ]       |
| MegaMari (メガマリ - 魔理沙の野望 MegaMari - Marisa no Yabou?, tdl. La Ambición de Marisa)                                                              | Plataformas                 | Windows         | 21 de mayo de 2006 (Reitaisai 3)           | Juego clon de Mega Man 2 cuyas protagonistas son Marisa Kirisame y Alice Margatroid.                                                               | [ 6 ]       |
| Higurashi Daybreak (ひぐらしデイブレイク Higurashi Deibureiku?)                                                                                         | Disparos en tercera persona | Windows         | 13 de agosto de 2006 (Comiket 70)          | Basada en la novela visual Higurashi no Naku Koro ni de 07th Expansion. Una expansión, Higurashi Daybreak Kai, fue lanzada el 22 de april de 2007. | [ 7 ] [ 8 ] |
| PatchCon (ぱちゅコン Defend the library! Pachukon - Defend the library!?, tdl. «PatchCon - ¡Defiende la biblioteca!»)                                   | Estrategia en tiempo real   | Windows         | 31 de diciembre de 2007 (Comiket 73)       | Juego de estrategia en tiempo real cuya protagonista es Patchouli Knowledge.                                                                       | [ 9 ]       |
| Scarlet Weather Rhapsody (東方緋想天 ~ Scarlet Weather Rhapsody? tdl. «Cielo de Percepción Escarlata ~ Rapsodia del Tiempo Escarlata»)                  | Lucha                       | Windows         | 5 de mayo de 2008 (Reitaisai 5)            | Segundo juego de lucha de Touhou Project. Colaboración con Team Shanghai Alice.                                                                    | [ 10 ]      |
| Touhou Hisoutensoku (東方非想天則 ~ 超弩級ギニョルの謎を追え? tdl. «La Falta de Percepción de las Leyes Naturales ~ Caza el Engima del Guiñol Gigante») | Lucha                       | Windows         | 15 de agosto de 2009 (Comiket 76)          | Tercer juego de lucha de Touhou Project. Colaboración con Team Shanghai Alice.                                                                     | [ 11 ]      |
| New Super Marisa Land (魔理沙と6つのキノコ - New Super Marisa Land Marisa to Muttsu no Kinoko - New Super Marisa Land?, tdl. «Marisa y los 6 Hongos»)   | Plataformas                 | Windows         | 14 de agosto de 2010 (Comiket 78)          | Secuela de Super Marisa Land. | [ 12 ]      |
| DynaMarisa 3D (ダイナマリサ３Ｄ Daina Marisa 3D?) | Disparos en tercera persona | Windows         | 1 de mayo de 2011 (Comic 1☆5)              | Juego clon de Earth Defense Force 2017 cuya protagonista es Marisa Kirisame.                                                                       | [ 13 ]      |
| Grief Syndrome (グリーフシンドローム Gurīfu Shindorōmu?)                                                                                                | Plataformas                 | Windows         | 12 de agosto de 2011 (Comiket 80)          | Juego de desplazamiento lateral basado en la serie Puella Magi Madoka Magica.                                                                      | [ 14 ]      |
| Komeiji Satori no Jousou Kyouiku (古明地さとりの情操教育? tdl. «Educación Mental de Satori Komeiji»)                                                    | Lógica-Plataformas          | Windows         | 11 de agosto de 2012 (Comiket 82)          | Juego de plataformas isométricas cuya protagonista es Satori Komeiji.                                                                              | [ 15 ]      |
| Hopeless Masquerade (東方心綺楼 ~ Hopeless Masquerade? tdl. «Torre Elegante del Corazón ~ Enmascarada Sin Esperanza»)                                   | Lucha                       | Windows         | 26 de mayo de 2013 (Reitaisai 10)          | Cuarto juego de lucha de Touhou Project. Colaboración con Team Shanghai Alice.                                                                     | [ 16 ]      |
| Shoot Shoot Nitori (収集荷取 Shūshū Nito?, tdl. «Coleccionando Bienes»)                                                                                 | Bullet hell                 | Windows         | 11 de mayo de 2014 (Reitaisai 11)          | Danmaku de desplazamiento lateral cuya protagonista es Nitori Kawashiro.                                                                           | [ 17 ]      |
| Urban Legend in Limbo (東方深秘録 ~ Urban Legend in Limbo? tdl. «Registro de los Profundos Secretos ~ Leyendas Urbanas en el Limbo»)                    | Lucha                       | Windows         | 10 de mayo de 2015 (Reitaisai 12)          | Quinto juego de lucha de Touhou Project. Colaboración con Team Shanghai Alice.                                                                     | [ 18 ]      |
| Urban Legend in Limbo (東方深秘録 ~ Urban Legend in Limbo? tdl. «Registro de los Profundos Secretos ~ Leyendas Urbanas en el Limbo»)                    | Lucha                       | PlayStation 4   | 8 de diciembre de 2016                     | Quinto juego de lucha de Touhou Project. Colaboración con Team Shanghai Alice.                                                                     | [ 19 ]      |
| Shoot Shoot Nitori: The Golden (収集荷取・金 Shūshū Nito - Kin?, tdl. «Coleccionando Bienes - Oro»)                                                     | Bullet hell                 | Windows         | 30 de diciembre de 2015 (Comiket 89)       | Secuela de Shoot Shoot Nitori. | [ 19 ]      |
| Antinomy of Common Flowers (東方憑依華 ~ Antinomy of Common Flowers? tdl. «Floración de Posesión Espiritual ~ Antinomia de Flores Comunes»)             | Lucha                       | Windows         | 29 de diciembre de 2017 (Comiket 93)       | Sexto juego de lucha de Touhou Project. Colaboración con Team Shanghai Alice.                                                                      | [ 20 ]      |
| Antinomy of Common Flowers (東方憑依華 ~ Antinomy of Common Flowers? tdl. «Floración de Posesión Espiritual ~ Antinomia de Flores Comunes»)             | Lucha                       | PlayStation 4   | 22 de abril de 2021                        | Sexto juego de lucha de Touhou Project. Colaboración con Team Shanghai Alice.                                                                      | [ 21 ]      |
| Antinomy of Common Flowers (東方憑依華 ~ Antinomy of Common Flowers? tdl. «Floración de Posesión Espiritual ~ Antinomia de Flores Comunes»)             | Lucha                       | Nintendo Switch | 22 de abril de 2021                        | Sexto juego de lucha de Touhou Project. Colaboración con Team Shanghai Alice.                                                                      | [ 22 ]      |
| MarisaLand Legacy (マリサランド・レガシィ Marisarando Regashi?)                                                                                         | Plataformas                 | Windows         | 14 de octubre de 2018 (Autumn Reitaisai 5) | Remake de Super Marisa Land. | [ 23 ]      |
| Touhou Gouyoku Ibun (東方剛欲異聞 ~ 水没した沈愁地獄? tdl. «Extraño Relato de Avaricia ~ Infierno Sumergido de Tristeza Hundida»)                       | Bullet hell-Plataformas     | Windows         | 24 de octubre de 2021                      | Primer juego de plataformas de Touhou Project. Colaboración con Team Shanghai Alice.                                                               | [ 24 ]      |
| Touhou Gouyoku Ibun (東方剛欲異聞 ~ 水没した沈愁地獄? tdl. «Extraño Relato de Avaricia ~ Infierno Sumergido de Tristeza Hundida»)                       | Bullet hell-Plataformas     | Nintendo Switch | 20 de octubre de 2022                      | Primer juego de plataformas de Touhou Project. Colaboración con Team Shanghai Alice.                                                               | [ 25 ]      |

### Álbumes de música
| Título                                                                    | Fecha de lanzamiento                 | Descripción                                                                                                 | Ref.   |
| ------------------------------------------------------------------------- | ------------------------------------ | --- | ------ |
| Higurashi Daybreak OST (ひぐらしデイブレイク OST?)                        | 22 de abril de 2004                  | Banda sonora de Higurashi Daybreak.                                                                         | [ 26 ] |
| Immaterial and Missing Power OST (幻想曲抜萃 東方萃夢想 OST?)             | 14 de agosto de 2005 (Comiket 68)    | Banda sonora de Immaterial and Missing Power. Colaboración con Team Shanghai Alice.                         | [ 27 ] |
| Scarlet Weather Rhapsody OST (全人類ノ天楽録 東方緋想天 OST?)             | 16 de agosto de 2008 (Comiket 74)    | Banda sonora de Scarlet Weather Rhapsody. Colaboración con Team Shanghai Alice.                             | [ 28 ] |
| Touhou Hisoutensoku OST (核熱造神ヒソウテンソク 東方非想天則 OST?)        | 30 de diciembre de 2009 (Comiket 77) | Banda sonora de Touhou Hisoutensoku. Colaboración con Team Shanghai Alice.                                  | [ 29 ] |
| New Super Marisa Land OST (魔理沙と６つのキノコ OST?)                     | 30 de diciembre de 2010              | Banda sonora de New Super Marisa Land.                                                                      | [ 30 ] |
| Hopeless Masquerade OST (暗黒能楽集・心綺楼 東方心綺楼 OST?)              | 12 de agosto de 2013 (Comiket 84)    | Banda sonora de Hopeless Masquerade. Colaboración con Team Shanghai Alice.                                  | [ 31 ] |
| Urban Legend in Limbo OST (深秘的楽曲集 宇佐見菫子と秘密の部室?)          | 14 de agosto de 2015 (Comiket 88)    | Banda sonora de Urban Legend in Limbo. Colaboración con Team Shanghai Alice.                                | [ 32 ] |
| Urban Legend in Limbo OST 2 (深秘的楽曲集・補 東方深秘録初回特典CD?)      | 8 de diciembre de 2016               | Banda sonora de la versión de PlayStation 4 de Urban Legend in Limbo. Colaboración con Team Shanghai Alice. | [ 33 ] |
| Antimony of Common Flowers OST (完全憑依ディスコグラフィ 東方憑依華 OST?) | 6 de mayo de 2018 (Reitaisai 15)     | Banda sonora de Antinomy of Common Flowers. Colaboración con Team Shanghai Alice.                           | [ 34 ] |
| Touhou Gouyoku Ibun OST (強欲な獣のムジカ 東方剛欲異聞 OST?)              | 28 de noviembre de 2021              | Banda sonora de Touhou Gouyoku Ibun. Colaboración con Team Shanghai Alice.                                  | [ 35 ] |

## Miembros principales
- Unabara Iruka (海原海豚?): Productor general, gráficos de los personajes, gráficos del sistema, guion, efectos de sonido.
- Nono Tarō (ののたろう?): Programador en jefe.
- KuMa: Programador asistente.
- alphes: Gráficos de los personajes.
- Specter (スペクター?): Gráficos de los personajes.
- GOME: Gráficos de los personajes.
- Hasegawa Iwashi (長谷川イワシ?): Gráficos de los personajes, gráficos de fondo.
- Uni Akiyama «U2» (あきやまうに?): Música.
- NKZ: Música.
- JUN: Efectos de sonido.